# 1951 en fantasy
| Années de la fantasy : 1948 - 1949 - 1950 - 1951 - 1952 - 1953 - 1954    |
| Décennies de la fantasy : 1920 - 1930 - 1940 - 1950 - 1960 - 1970 - 1980 |

L'année 1951 est marquée, en matière de fantasy, par les événements suivants.

## Naissances et décès

### Naissances
- 24 août : Orson Scott Card, écrivain américain.